# Tossal Roig (Aitona)
El Tossal Roig és una muntanya de 182 metres que es troba al municipi d'Aitona, a la comarca del Segrià, just al sud de l'embassament d'Utxesa.